# 宋印晟
宋印晟（？—17世紀），字燦明，兗州府滋陽縣人，明朝、南明軍事人物。

## 生平
宋印晟是宋可賢的從子，在崇禎九年（1636年）中武舉人，次年（1637年）聯捷武進士，獲授處州副總兵，在當地訓練士兵，令該處成為軍事重鎮。弘光帝繼位，他和洪一新同時起用，升任溫處總兵，掛援剿將軍印；惟因為諸軍鎮各懷異志，令他憂憤成疾，南京失陷後隱居終老。

## 引用
1. 1 2  錢海岳《南明史·卷三十九·列傳第十五》：同（洪一新）時武弁之可紀者。……宋印晟，字燦明，滋陽人。崇禎十年武進士。處州副總兵，練兵成重鎮。安宗立，陞溫、處總兵官，挂援剿將軍印，以諸鎮不力，成疾。南京亡，歸隱，清召不出。
2. ↑  光緒《滋陽縣志·卷五·選舉志》：武舉人 （崇禎） 宋印晟 丙子，見進士
3. ↑  光緒《桐鄉縣志·卷十五·人物志下》：宋印晟，字燦明，邑人可賢從子。崇禎丁丑武進士，厯官處州副將，練士養威，屹若重鎮。福王監國，擢溫處總兵官，兼拜援剿將軍，以諸鎮乖異憂憤成疾，未幾南都失守，遂歸隱以終。